# Itterbeek
Ne doit pas être confondu avec Etterbeek.
Itterbeek est une section de la commune belge de Dilbeek située en Région flamande dans la province du Brabant flamand. C'était une commune à part entière avant la fusion des communes de 1977.

## Démographie

### Évolution démographique

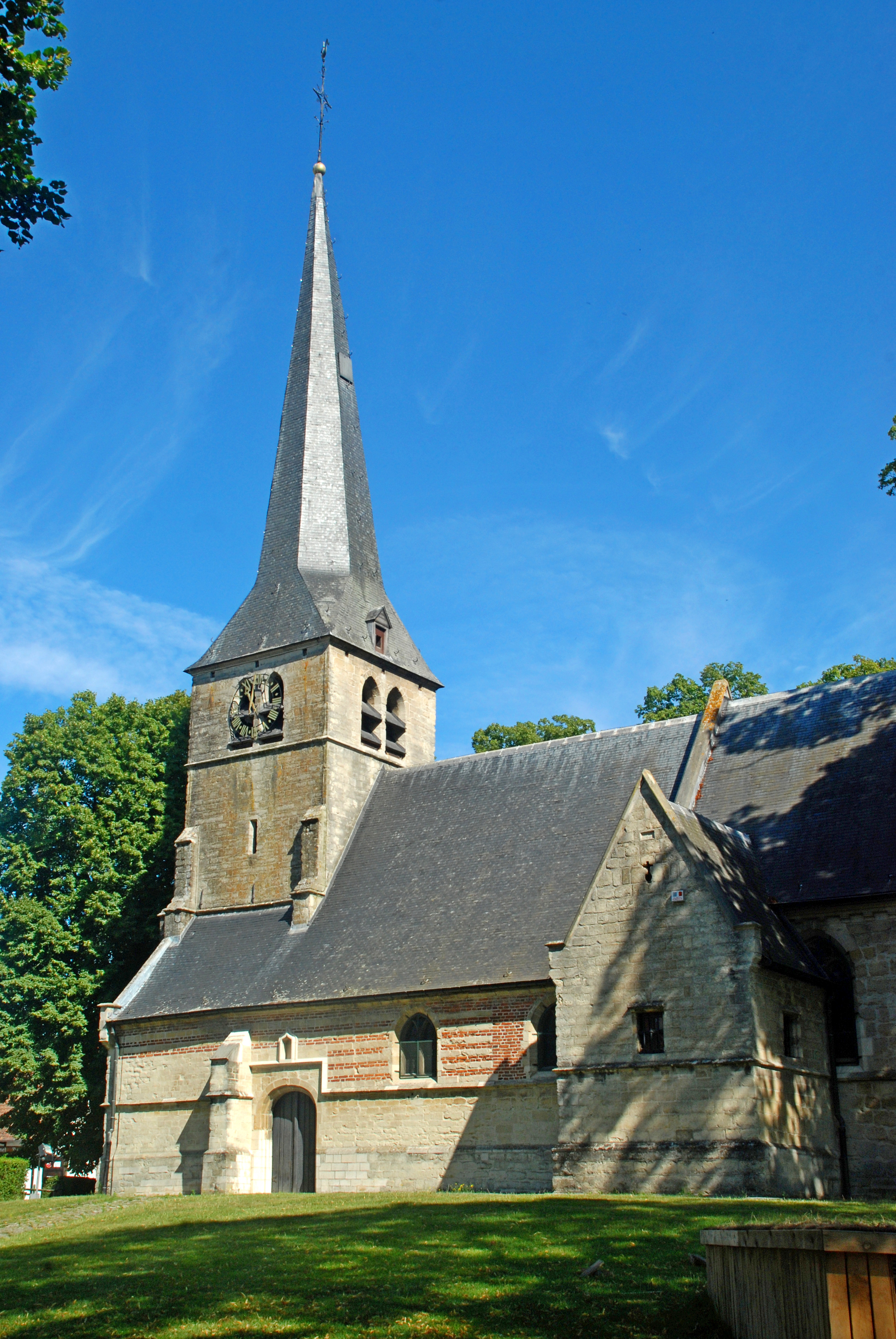
Église Sainte-Anne de Sint-Anna-Pede à Itterbeek.

- Sources : INS, Rem. : 1831 jusqu'en 1970 = recensements, 1976 = nombre d'habitants au 31 décembre[2].